# Кочхюрский сельсовет
Кочхюрский сельсовет  — административно-территориальная единица и муниципальное образование со статусом сельского поселения в Курахском районе Дагестана Российской Федерации.
Административный центр — село Кочхюр.

## Население
| 2002 | 2010 | 2012 | 2013 | 2014 | 2015 | 2016 |
| ---- | ---- | ---- | ---- | ---- | ---- | ---- |
| 779  | ↗806 | ↗817 | ↗822 | ↘805 | ↘795 | ↘794 |
| 2017 | 2018 | 2019 | 2020 | 2021 | 2023 | 2024 |
| ↘782 | →782 | ↘765 | ↘757 | ↘751 | ↘730 | ↘722 |
| 2025 |      |      |      |      |      |      |
| ↘719 |      |      |      |      |      |      |

## Состав
| № | Населённый пункт | Тип населённого пункта       | Население |
| - | ---------------- | ---------------------------- | --------- |
| 1 | Бугдатепе        | село                         | ↘742      |
| 2 | Кочхюр           | село, административный центр | ↗9        |